# Joseph Rous

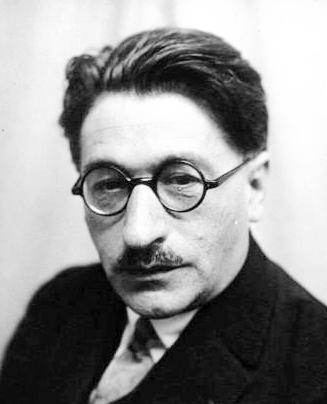
Joseph Rous 1932

Joseph Rous (* 28. Mai 1881 in Prades; † 30. Juli 1974 in Ax-les-Thermes) war ein französischer Politiker während der Dritten Republik.

## Leben
Joseph Rous, Sohn eines Kleinindustriellen, studierte Jura in Toulouse. Nach seinem Abschluss im Jahr 1903 ließ er sich als Anwalt am Berufungsgericht der Stadt einschreiben. 1908 promovierte er. Im Februar 1911 trat er der Section française de l’Internationale ouvrière (SFIO) bei.
Nachdem er im Ersten Weltkrieg im 53. Infanteriebataillon gekämpft hatte, verwundet und ausgezeichnet worden war, trat Joseph Rous in die SFIO-Sektion seiner Heimatgemeinde ein und trug nach dem Kongress von Tours zur Neugründung der Sozialistischen Partei bei. Im Jahr 1931 wurde er zum Generalrat des Kantons Prades und 1932 zum Abgeordneten gewählt. In der Kammer gehörte er dem Zollausschuss und dem Rentenausschuss an.
Die starken Spannungen mit Jean Payra führten im Oktober 1936 zu seinem Ausschluss aus der SFIO, doch bereits im August 1937 wurde er wieder aufgenommen, da Payras Tod die Gegensätze innerhalb der katalanischen Sozialistischen Partei beruhigt hatte. Als 1936 wiedergewählter Abgeordneter verteidigte Rous die Republikaner während des Spanischen Bürgerkriegs.
Am 10. Juli 1940 stimmte er als einer der „quatre-vingts“ (achtzig) gegen die Erteilung der diktatorischen Vollmachten an Philippe Pétain. Diese Abstimmung führte dazu, dass er während des gesamten Zweiten Weltkriegs vom Vichy-Regime streng überwacht wurde. Nach der Befreiung war Joseph Rous von 1949 bis 1955 erneut Generalrat des Kantons Prades, wonach er sich aus dem politischen Leben zurückzog.
Er wurde mehrfach militärisch und als Ritter der Ehrenlegion ausgezeichnet.